# کووزه
شهر کووزه (به رومانیایی: Covasna) در شهرستان کواسئا در کشور رومانی واقع شده‌است. جمعیت این شهر ۱۲٬۳۰۶ نفر  است.